# Augusta Vittoria di Hohenzollern-Sigmaringen
Augusta Vittoria di Hohenzollern-Sigmaringen (nome completo Auguste Viktoria Wilhelmine Antonie Mathilde Ludovika, Prinzessin von Hohenzollern; Potsdam, 19 agosto 1890 – Eigeltingen, 29 agosto 1966) membro della famiglia degli Hohenzollern-Sigmaringen, fu consorte dell'ultimo re del Portogallo.

## Biografia

### Infanzia
Suo padre era il principe Guglielmo di Hohenzollern-Sigmaringen (1864-1927), figlio del principe Leopoldo di Hohenzollern-Sigmaringen (1835-1905), e di Antonia di Braganza (1845-1913), nata infanta di Portogallo; sua madre era la principessa Maria Teresa di Borbone-Due Sicilie (1867-1909), contessa di Trani, figlia del principe Luigi di Borbone-Due Sicilie (1838-1886) e della duchessa Matilde di Baviera (1843-1925).

### Primo matrimonio

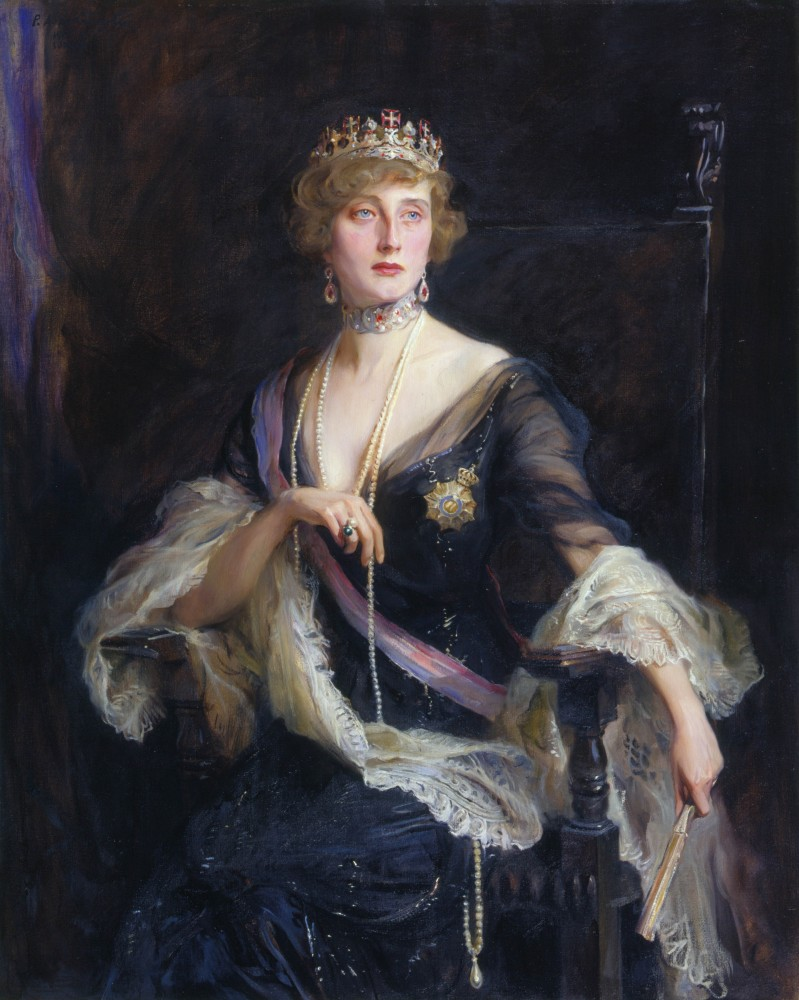
La regina Augusta Vittoria di Hohenzollern-Sigmaringen ritratta da Philip de László nel 1915

Il 4 settembre 1913, nella città di Sigmaringen, Augusta Vittoria sposò Manuele II di Portogallo (1889-1932), figlio secondogenito del re Carlo I del Portogallo (1863-1908) e della regina Amelia (1865-1951), nata principessa d'Orléans.
Manuele II era succeduto al trono portoghese dopo l'assassinio del padre e del fratello maggiore, Luigi Filippo di Braganza, avvenuto il 1º febbraio 1908 a causa di un attentato. Egli fu deposto il 5 ottobre 1910, quando in Portogallo venne proclamata la repubblica. Manuele morì il 2 luglio 1932 a Twickenham. Non ci furono figli da questo matrimonio.

### Secondo matrimonio
Il 23 aprile 1939 Augusta Vittoria si sposò una seconda volta con il conte Robert von Douglas-Langenstein. Anche da questo matrimonio non ci furono figli.

### Ultimi anni e morte
Il Conte morì il 26 agosto 1955, lasciandola nuovamente vedova.
Augusta Vittoria morì il 29 agosto 1966 a Eigeltingen.

## Ascendenza
|                                                 |                                 |                                        | Genitori                              |  |  | Nonni |  |  | Bisnonni                                  |  |  | Trisnonni                         |  |
|                                                 |                                 |                                        |                                       |  |  |       |  |  | Carlo Antonio di Hohenzollern-Sigmaringen |  |  | Carlo di Hohenzollern-Sigmaringen |  |
|                                                 |                                 |                                        |                                       |  |  |       |  |  | Carlo Antonio di Hohenzollern-Sigmaringen |  |  | Carlo di Hohenzollern-Sigmaringen |  |
|                                                 |                                 | Maria Antonietta Murat                 |                                       |  |  |       |  |  | Carlo Antonio di Hohenzollern-Sigmaringen |  |  |                                   |  |
| Leopoldo di Hohenzollern-Sigmaringen            |                                 |                                        |                                       |  |  |       |  |  | Carlo Antonio di Hohenzollern-Sigmaringen |  |  |                                   |  |
|                                                 |                                 | Giuseppina di Baden                    | Carlo II di Baden                     |  |  |       |  |  |                                           |  |  |                                   |  |
|                                                 |                                 | Giuseppina di Baden                    | Carlo II di Baden                     |  |  |       |  |  |                                           |  |  |                                   |  |
|                                                 |                                 | Giuseppina di Baden                    | Stefania di Beauharnais               |  |  |       |  |  |                                           |  |  |                                   |  |
| Guglielmo, Principe di Hohenzollern-Sigmaringen |                                 | Giuseppina di Baden                    |                                       |  |  |       |  |  |                                           |  |  |                                   |  |
|                                                 |                                 | Ferdinando II del Portogallo           | Ferdinando di Sassonia-Coburgo-Kohary |  |  |       |  |  |                                           |  |  |                                   |  |
|                                                 |                                 | Ferdinando II del Portogallo           | Ferdinando di Sassonia-Coburgo-Kohary |  |  |       |  |  |                                           |  |  |                                   |  |
|                                                 |                                 | Ferdinando II del Portogallo           | Maria Antonia di Koháry               |  |  |       |  |  |                                           |  |  |                                   |  |
| Antonia di Braganza                             |                                 | Ferdinando II del Portogallo           |                                       |  |  |       |  |  |                                           |  |  |                                   |  |
|                                                 |                                 | Maria II del Portogallo                | Pietro IV del Portogallo              |  |  |       |  |  |                                           |  |  |                                   |  |
|                                                 |                                 | Maria II del Portogallo                | Pietro IV del Portogallo              |  |  |       |  |  |                                           |  |  |                                   |  |
|                                                 |                                 | Maria II del Portogallo                | Maria Leopoldina d'Asburgo-Lorena     |  |  |       |  |  |                                           |  |  |                                   |  |
| Augusta Vittoria di Hohenzollern-Sigmaringen    |                                 | Maria II del Portogallo                |                                       |  |  |       |  |  |                                           |  |  |                                   |  |
|                                                 | Ferdinando II delle Due Sicilie | Francesco I delle Due Sicilie          |                                       |  |  |       |  |  |                                           |  |  |                                   |  |
|                                                 | Ferdinando II delle Due Sicilie | Francesco I delle Due Sicilie          |                                       |  |  |       |  |  |                                           |  |  |                                   |  |
|                                                 | Ferdinando II delle Due Sicilie | Infanta Maria Isabella di Spagna       |                                       |  |  |       |  |  |                                           |  |  |                                   |  |
| Principe Luigi, Conte di Trani                  | Ferdinando II delle Due Sicilie |                                        |                                       |  |  |       |  |  |                                           |  |  |                                   |  |
|                                                 |                                 | Arciduchessa Maria Teresa d'Austria    | Arciduca Carlo, Duca di Teschen       |  |  |       |  |  |                                           |  |  |                                   |  |
|                                                 |                                 | Arciduchessa Maria Teresa d'Austria    | Arciduca Carlo, Duca di Teschen       |  |  |       |  |  |                                           |  |  |                                   |  |
|                                                 |                                 | Arciduchessa Maria Teresa d'Austria    | Enrichetta di Nassau-Weilburg         |  |  |       |  |  |                                           |  |  |                                   |  |
| Maria Teresa di Borbone-Due Sicilie             |                                 | Arciduchessa Maria Teresa d'Austria    |                                       |  |  |       |  |  |                                           |  |  |                                   |  |
|                                                 |                                 | Massimiliano Giuseppe, Duca in Baviera | Duca Pio Augusto in Baviera           |  |  |       |  |  |                                           |  |  |                                   |  |
|                                                 |                                 | Massimiliano Giuseppe, Duca in Baviera | Duca Pio Augusto in Baviera           |  |  |       |  |  |                                           |  |  |                                   |  |
|                                                 |                                 | Massimiliano Giuseppe, Duca in Baviera | Principessa Amalia Luisa di Arenberg  |  |  |       |  |  |                                           |  |  |                                   |  |
| Duchessa Matilde Ludovica in Baviera            |                                 | Massimiliano Giuseppe, Duca in Baviera |                                       |  |  |       |  |  |                                           |  |  |                                   |  |
|                                                 |                                 | Principessa Ludovica di Baviera        | Massimiliano I di Baviera             |  |  |       |  |  |                                           |  |  |                                   |  |
|                                                 |                                 | Principessa Ludovica di Baviera        | Massimiliano I di Baviera             |  |  |       |  |  |                                           |  |  |                                   |  |
|                                                 |                                 | Principessa Ludovica di Baviera        | Carolina di Baden                     |  |  |       |  |  |                                           |  |  |                                   |  |
|                                                 |                                 | Principessa Ludovica di Baviera        |                                       |  |  |       |  |  |                                           |  |  |                                   |  |